# Böhnhusen
Böhnhusen er en kommune og en by i det nordlige Tyskland, beliggende i Amt Flintbek i den østlige del af Kreis Rendsborg-Egernførde. Kreis Rendsborg-Egernførde ligger i den centrale del af delstaten Slesvig-Holsten.

## Geografi
Böhnhusen er en vejby omkring 15 km syd for Kiel mellem Bundesautobahn 215 mod Neumünster og Bundesstraße 404, der videre mod syd overgår til Bundesautobahn 21 mod Lübeck.
Kommunen ligger i moseområderne Kirchenmoor og Techelsdorfer Moor, der nu for en stor del er tørlagte. Gennem kommunen løber vandløbet Spöck.